# John Jerome Cunneen
John Jerome Cunneen  (* 5. Mai 1932 in Ashburton, Neuseeland; † 9. November 2010 in Christchurch) war römisch-katholischer Bischof von Christchurch.

## Leben
John Jerome Cunneen studierte am Holy Name Seminary in Riccarton (1947–1950), am Holy Cross Seminary in Mosgiel (1951–1952) und an dem All Hallows College in Dublin (1952–1956). Der Bischof von Christchurch, Edward Michael Joyce, weihte Cunneen am 8. Juli 1956 zum Priester. Cunneen war in der Seelsorge in den Pfarreien Chatham Islands, Timaru North, Rangiora, Oxford, Dallington, Addington, Bishopdale und Burnside sowie an der Kathedrale des Bistums Christchurch tätig.
Papst Johannes Paul II. ernannte ihn am 6. Oktober 1992 zum Titularbischof von Eanach Dúin und bestellte ihn zum Weihbischof in Christchurch. Bischof John Basil Meeking von Christchurch spendete ihm am 30. November desselben Jahres die Bischofsweihe; Mitkonsekratoren waren Thomas Stafford Kardinal Williams, Erzbischof von Wellington, und Thomas A. White, Apostolischer Nuntius in Nauru und Neuseeland und Apostolischer Pro-Nuntius in Fidschi. Sein Wahlspruch war „Faithful in Service“. Er wurde am 15. Dezember 1995 zum Bischof von Christchurch ernannt und am 19. März 1996 ins Amt eingeführt. Cunneen wurde 1995 durch Papst Johannes Paul II. in den Päpstlichen Rat „Cor Unum“ berufen.
Am 4. Mai 2007 nahm Papst Benedikt XVI. Cunneens altersbedingten Rücktritt an.